# The Psychoanalytic Study of the Child
The Psychoanalytic Study of the Child est une revue scientifique à parution annuelle, éditée par Taylor & Francis, qui propose des articles scientifiques théoriques et clinique, en lien avec la psychiatrie de l'enfant et la psychanalyse. 

## Description
La revue, fondée en 1945 par Anna Freud, Heinz Hartmann et Ernst Kris, est initialement éditée par Yale University Press. Claudia Lament, professeur de psychiatrie de l'enfant et de l'adolescent à l'université de New York et psychanalyste, en est la rédactrice en chef.

## Histoire
Le premier numéro paraît en 1945, sous la forme d'un volume unique de 400 pages, intitulé The Psychoanalytic Study of the Child. vol. 1. Les rédacteurs sont Anna Freud, Heinz Hartmann et Ernst Kris. Le premier comité éditorial est composé d'Otto Fenichel, Phyllis Greenacre, Heinz Hartmann, Edith B. Jackson, Ernst Kris, Lawrence Kubie, Betram Lewin, Marian Putnam and René Spitz pour les États-Unis et Anna Freud, Willie Hoffer et Edward Glover pour le Royaume-Uni. Ruth Eissler-Selke devient éditrice en 1950, Marianne Kris-Rie, cofondatrice et première présidente de l'Association for Child Psychoanalysis en 1965, en a été la rédactrice en chef. Des psychanalystes francophones, Marie Bonaparte et Raymond de Saussure, contribuent à ce premier numéro. L'enjeu des éditeurs, de stricte obédience freudienne ou annafreudienne, est de diffuser en Amérique du Nord les idées psychanalytiques orthodoxes, à l'écart des théorisations en psychanalyse de l'enfant de Melanie Klein qui, depuis la fin des controverses scientifiques, a acquis une reconnaissance au sein de la Société britannique de psychanalyse. Les États-Unis apparaissent encore comme « un immense champ, largement ouvert » et non contaminé par les idées kleiniennes. la nouvelle revue est donc éditée à New York. Le premier article publié, « The Genetic Approach in Psychoanalysis » est signé par Heinz Hartmann et Ernst Kris. Le premier numéro témoigne des positions des divers éditeurs et auteurs en ce qui concerne la psychanalyse des enfants, de sa légitimité épistémologique et clinique, en la fondant sur la métapsychologie freudienne interprétée par Anna Freud et Heinz Hartmann. Les théorisations de Melanie Klein font l'objet, dans ce premier volume de la revue, de discussions tandis que ses « déviations » théorico-cliniques sont « dénoncées ». Cela ne se produit plus dans les numéros suivants, où Melanie Klein n'est plus mentionnée. Cependant, une conférence du psychanalyste britannique John Bowlby, publiée dans la revue en 1960 est violemment attaquée par Anna Freud dans le même numéro de revue.
La revue accueille en 1952 la contribution de Margaret Mahler, « Sur la psychose et la schizophrénie de l'enfant : les psychoses infantiles autistiques et symbiotiques », en 1954 d'Edith Jacobson, « Le Soi et le monde objectal ». D'autres courants de recherche sont présents, notamment la psychologie structurelle, certains éléments de la théorie des relations d'objet à partir des années 1980, ainsi que des recherches sur la séparation-individuation, l'angoisse de fusion, la permanence de l'objet, la psychothérapie parent-nourrisson avec Selma Freiberg, puis Liebermann et Jerry H. Pawl. Leonor Terr publie Children of Chowcilla. A Study of Psychic Trauma (1979) et Time and Trauma (1981).
La revue élargit son champ d'intérêt et manifeste un souci d'ouverture à d'autres courants, à la fin des années 1970 : les travaux de Daniel Stern, de T. Berry Brazelton, d'Edward Tronick sont ainsi cités.
La revue est indexée par Scopus, Social Sciences Citation Index. Elle est indexée par PsycINFO et figure sur la liste des revues qualifiantes en psychologie établie par l'HCERES/CNU (2011). 